# Санжимитыпова, Елена Ямпиловна
Еле́на Ямпи́ловна Санжимиты́пова (1934―2010) ― советская бурятская театральная артистка, Заслуженный работник культуры Бурятии (1992), Заслуженный работник культуры Российской Федерации (1999), актриса Бурятского драматического театра имени Хоца Намсараева (с 1958 года).

## Биография
Родилась 5 февраля 1934 года в селе Шулуута, Хоринского района, Бурят-Монгольской АССР, РСФСР, СССР.
В школьные годы играла в самодеятельном театре. В 1953 году поступила в Ленинградский государственный институт театра, музыки и кинематографии, который окончила в 1958 году. В институте училась в первой бурятской студии при ЛГИТМиК, где обучаются 20 юношей и девушек из республики.
Вернувшись на родину, стала служить на сцене Бурятского государственного театр драмы.
В 1960 году молодая актриса проделала большую работу при подготовке роли молодой японки Юки в спектакле Ганса Пфейфера «Праздник фонарей». В 1960-е годы ею были созданы образы Сы Фын в спектакле Цао Юйя «Тайфун», Софии в спектакле «Песня Софии» осетинских драматургов Р. Хубецовой и Георгия Хугаева, Сэсэг в спектакле «Одним дыханием» Владимира Халматова, Рэгзэмы в «Песне весны» Цырена Шагжина.
Постановкой пьесы «Васса Железнова» Максима Горького театр отметил 100-летие со дня рождения писателя. Спектакль был удостоен диплома 3-й степени на фестивале горьковских пьес. В исполнении Елены Санжимитыповой умная, одинокая Наталья, не нашедшая себя в деле семьи, а также и выхода из нее. И потому, злая, впадающая в цинизм и скепсис.
В 1985 году актриса начинает педагогическую работу в школу-интернат № 1 в Улан-Удэ руководителем театрального кружка.
Елена Ямпиловна сыграла главную роль в спектакле «Невероятная и грустная история про простодушную Эрендиру и ее жестокосердную бабушку» Габриэля Гарсиа Маркеса, в постановке колумбийского режиссёра Алехандро Гонсалес Пуче.
Кижингинский народный театром под её руководством становился дипломантом и лауреатом театральных фестивалей на республиканском, региональном уровнях.
Осуществила такие постановки спектаклей в Кижингинском народном театре:
- 1979 год – «Страна Айгуль (Мустай Карим), лауреат республиканского конкурса, Улан-Удэ
- 1983 год – «Барабанщица» (Афанасий Салынский)
- 1985 год – «Материнское поле» (Чингиз Айтматов), к 40 – летию Победы, лауреат республиканского конкурса, Улан-Удэ
- 1987 год – «Нэгэтэ hуни» («Однажды ночью») (Хоца Намсараев), лауреат регионального конкурса, Барнаул
- 1991 год - также спектакль «Бальжин хатан»,  успешно представлен на фестивале национальных театров в городе Элиста
- 1988 год – «Бальжин хатан» (Доржи Эрдынеев), в числе 5 лучших спектаклей регионального фестиваля, Барнаул
- 1989 год – «Кнут тайши» (Хоца Намсараева)
- 1991 год - «Бальжин хатан» (Д. Эрдынеев), успешно представлен на фестивале национальных театров, Элиста
- 1993 год – «Гурбан турэ» (Цырен Шагжин), лауреат республиканского конкурса, Улан-Удэ

За большой вклад в развитии бурятского театрального искусства Елена Ямпиловна Санжимитыпова была удостоена почётных званий «Заслуженный работник культуры Республики Бурятия» (1992) и «Заслуженный работник культуры Российской Федерации» в 1999 году. В 1996 году стала Лауреатом Государственной премии Бурятии.
Умерла 19 марта 2010 года в Улан-Удэ.